# Christophe Fréroux
Christophe Fréroux, né le 17 juin 1969, est un tumbleur français.

## Carrière sportive
Après avoir pratiqué la gymnastique sportive à la Tour d'Auvergne de Rennes au plus haut niveau de la Fédération sportive et culturelle de France, Christophe Fréroux poursuit sa carrière en tumbling au centre national de Rennes où il intègre l’équipe de France.

## Palmarès

### Mondial
- Championnat du monde par équipe en 1994[1],[2] ;
- Championnat du monde par équipe en 1996.

### Européen
- Championnat d'Europe par équipe  en 1991 ;
- Championnat d'Europe par équipe  en 1993.

### National
- 2 fois champion de France individuel de la Fédération française de trampoline et de sports acrobatiques, en 1994  et 1996 ;